# Koolhoven F.K.53
Il Koolhoven F.K.53 Junior fu un aeroplano monomotore da trasporto civile ad ala bassa sviluppato dall'azienda aeronautica olandese Koolhoven negli anni trenta del XX secolo, e rimasto alla stadio di pre produzione.

## Storia del progetto
Nel 1935 l'ingegnere Juste van Hattum andò a lavorare presso l'azienda aeronautica Koolhoven di Waalhaven, e durante una vacanza in Gran Bretagna progettò un monoplano da turismo che ottenne la designazione interna di F.K.53 da parte del proprietario Frederick Koolhoven. Il prototipo  (PH-FKJ) fu realizzato nel 1936, ed andò in volo per la prima volta nell'agosto di quello stesso anno. L'anno successivo fu acquistato dalla Nationale Luchtvaart School (Scuola nazionale di aviazione) per essere utilizzato come aereo scuola; ne fu costruito solamente un secondo esemplare (PH-ATG) nel 1938.

## Descrizione tecnica
Aereo da turismo, monoplano monomotore.  La configurazione alare verteva su un'ala bassa a gabbiano.
Il carrello d'atterraggio era triciclo posteriore, fisso, ed integrato posteriormente da un pattino d'appoggio.
L'aereo era biposto dotato di una cabina di pilotaggio ad abitacoli chiusi, posti in tandem, destinati al pilota e all'istruttore.
La propulsione era assicurata da un motore in linea Walter Mikron a 4 cilindri, raffreddati ad aria, erogante la potenza di 62 CV (46 kW), ed azionante un'elica bipala.

## Impiego operativo
Entrambi gli aerei andarono distrutti nel corso del bombardamento aereo della fabbrica di Waalhaven, avvenuto il 10 giugno 1940, durante le fasi iniziali dell'invasione tedesca dei Paesi Bassi.

## Utilizzatori
Paesi Bassi
- Nationale Luchtvaart School

### Fonti
1. 1 2 3 4 5  Jane's Encyclopedia of Aviation 1989, p. 561.
2. 1 2 3 4 5 6 7 8  Уголок неба.
3. 1 2 3  Den Ouden.